# موسع الدائرة المغلقة الرقمي

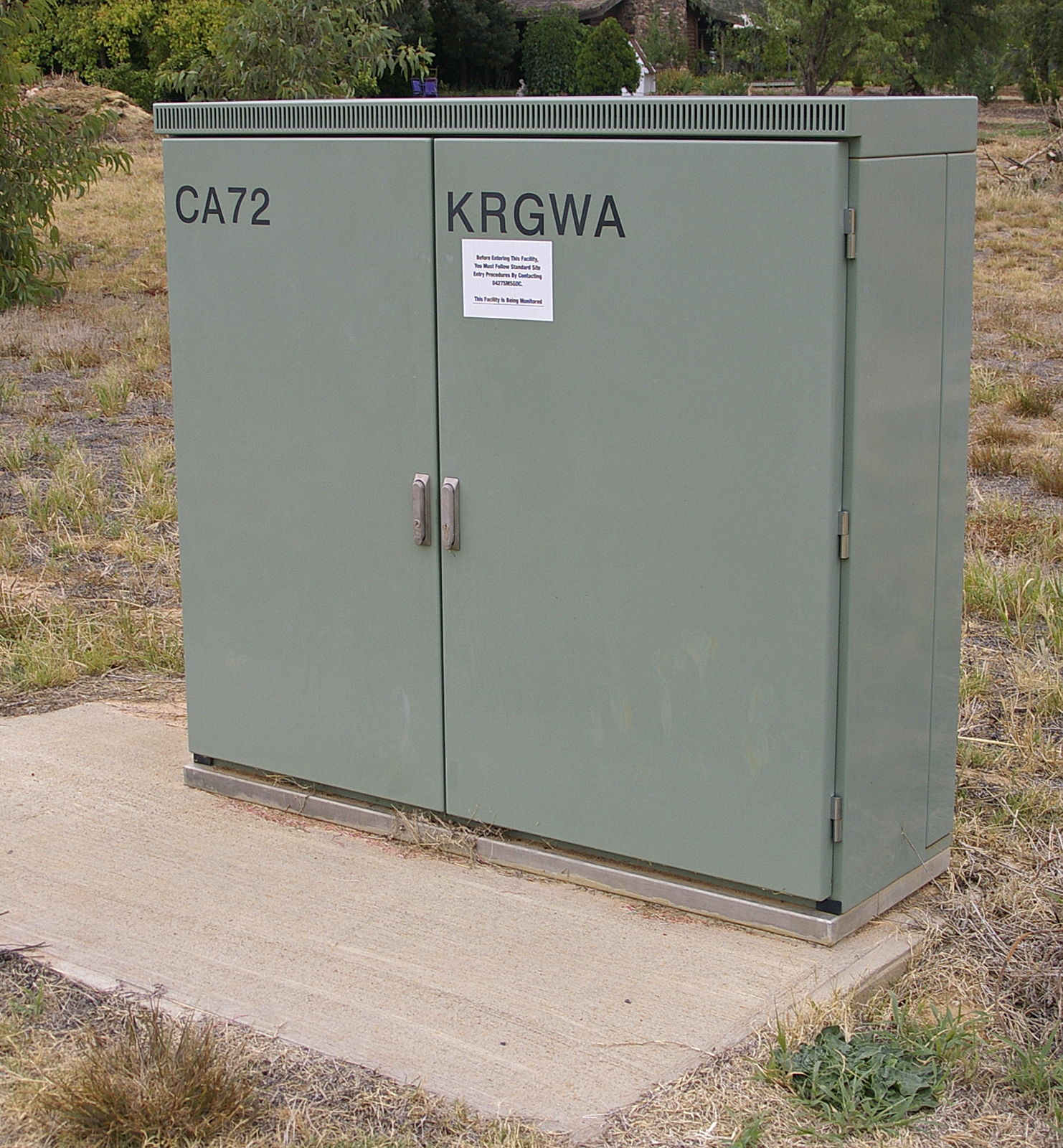

موسع الدائرة المغلقة الرقمي هو عبارة عن جهاز يقوم بتوسيع نطاق خدمة الدائرة المغلقة عن طريق النقل الرقمي عوضا عن السلك المزدوج المجدول النحاسي، بالإضافة إلى تضمين حزم البيانات القادمة عبر السلك المزدوج المجدول لكل عميل في كابل أو بضع كابلات نحو بدالة الهاتف.

## لماذا موسع الدائرة المغلقة الرقمي؟
- .مشاكل كهربائية عند الدائرة المغلقة طويلة المدى
- خصاص على مستوى السلك المزدوج المجدول.
- تفادي استخدام عدد كبير من الكابلات (عدم القدرة على إضافة كابل، خاصة في شوارع المدن، جسور، حيث يكفي لكابل واحد أن يُوزع على مجموعة من العملاء)
- مشاكل وصعوبات عند تجهيز المنزل (في مناطق صعبة التضاريس، يصعب الربط مباشرة من بدالة الهاتف)
- استخدام موصلات كابل (أكثر من 19معيار السلك الأمريكي) بقدر قلم الرصاص تقريبا، وهي مكلفة وضخمة وتُعتبر كابلات هذا النوع غير كفئ في نقل الأسلاك الزوجية
- جهد كهربائي مرتفع عند الدائرة المغلقة طويلة المدى
- الحاجة إلى مضخمات في حالة الدائرة المغلقة طويلة المدى
- الحاجة إلى مجدد ومعزز الإشارة كذلك

بما أن  موسع الدائرة المغلقة الرقمي يكون الأقرب إلى العميل فإنه يقوم بتحويل الإشارات الصوتية الواردة إلى إشارات رقمية لتستخدمها شبكة الهاتف العامة وتفادي المشاكل التناظرية الناجمة عن طول المسافة المعاوقة، التوهين، والضجيج

## الإعداد
يتم إعداد وتثبيت موسع الدائرة المغلقة الرقمي في المواقع حديثة الإنشاء أو المتوقع أن تكون كذلك وذلك لتفادي ربط العملاء مباشرة ببدالة الهاتف. 
فيكفي ربط بدالة الهاتف وموسع الدائرة المغلقة الرقمي بواسطة كابل الأزواج النحاسية أو الألياف البصرية، ليقوم موسع الدائرة المغلقة الرقمي بتوزيع الأسلاك المزدوجة الخاصة بكل عميل.